# 仁东镇
仁东镇，是中华人民共和国广西壮族自治区玉林市玉州区下辖的一个乡镇级行政单位。

## 行政区划
仁东镇下辖以下地区：
鹏垌村、龚罗村、大路村、中庞村、大鹏村、都甘村、旺卢村、鹤林村、木根村、石地村、沼心村、周村和良村。